# Artillerie-Seitengewehr
Das Artillerie-Seitengewehr, auch Seitenwehr, ist eine Waffe der Kanoniere. Die Seitengewehre sind eine Art Säbel, die von Soldaten als Dienstwaffe getragen wurden. Im Laufe der Zeit gab es mehrere Blankwaffentypen, die die Bezeichnung Seitengewehr trugen. Je nach Ausrüstung der Truppe waren dies:
- Kurze Säbel
- Faschinenmesser
- geradklingige Hauer
- gekürzte Pallasche

Je nach Ausführung waren die Seitengewehre auf ein Gewehr aufpflanzbar oder nicht. Sie waren im 18. und 19. Jahrhundert im Gebrauch.